# Limnadia lenticularis
Limnadia lenticularis is een kreeftachtige uit de familie Limnadiidae. De wetenschappelijke naam van de soort werd als Monoculus lenticularis in 1758 gepubliceerd door Carl Linnaeus.
Het dier heeft twee schelpvormige schilden die aan weerszijden het lijf afschermen. Het lijf zelf is gelig met daarin het spijsverteringskanaal als een donkere lijn. Dit geeft het dier het uiterlijk van een watervlo.
De soort komt voor in een groot deel van Europa en Noord-Amerika. In Nederland is hij tweemaal waargenomen.